# Fredrik Hammar
Fredrik Carl Michael Hammar (2 februari 2001) is een Zweeds voetballer die sinds januari 2025 uitkomt voor KV Mechelen.

## Clubcarrière
Hammar genoot zijn jeugdopleiding bij IF Brommapojkarna. Op 23 september 2017 maakte hij zijn officiële debuut voor het eerste elftal van de club: in de competitiewedstrijd tegen Åtvidabergs FF (3-1-winst) mocht hij in de slotfase invallen. Het bleef zijn enige officiële wedstrijd voor Brommapojkarna. In augustus 2018 ondertekende hij een contract van anderhalf jaar bij derdeklasser Akropolis IF.
In januari 2019 versierde hij een transfer naar de Engelse tweedeklasser Brentford FC. Op 4 januari 2020 maakte hij zijn officiële debuut voor het eerste elftal van de club: in de FA Cup-wedstrijd tegen Stoke City (1-0-winst) liet trainer Thomas Frank hem in de 81e minuut invallen voor Jan Zamburek. Hammar, die in het seizoen 2019/20 een vaste waarde was geweest in het beloftenelftal van Brentford, kreeg in de zomer van 2020 een contractverlenging tot medio 2021. De Zweed slaagde er in het seizoen 2020/21 evenwel niet in om door te breken in het eerste elftal van Brentford, waarop hij in januari 2021 terugkeerde naar zijn ex-club Akropolis IF, die inmiddels op het tweede niveau speelde.
Na een jaar trok Hammar de deur opnieuw achter zich dicht bij Akropolis, ditmaal voor een avontuur bij derdeklasser Hammarby TFF, een dochterclub van Hammarby IF. Hammar stroomde in datzelfde jaar nog door naar Hammarby IF.
In januari 2025 ondertekende Hammar een contract van drieënhalf jaar bij de Belgische eersteklasser KV Mechelen.

## Statistieken
| Seizoen         | Club              | Competitie      | Competitie | Competitie | Beker | Beker | Europa | Europa | Totaal | Totaal |
| Seizoen         | Club              | Competitie      | Wed.       | Dlp.       | Wed.  | Dlp.  | Wed.   | Dlp.   | Wed.   | Dlp.   |
| --------------- | ----------------- | --------------- | ---------- | ---------- | ----- | ----- | ------ | ------ | ------ | ------ |
| 2017            | IF Brommapojkarna | Superettan      | 1          | 0          | 0     | 0     | 0      | 0      | 1      | 0      |
| 2018            | IF Brommapojkarna | Allsvenskan     | 0          | 0          | 0     | 0     | 0      | 0      | 0      | 0      |
| 2018            | Akropolis IF      | Ettan           | 12         | 4          | 1     | 0     | 0      | 0      | 13     | 4      |
| 2019-20         | Brentford FC      | Championship    | 0          | 0          | 1     | 0     | 0      | 0      | 1      | 0      |
| 2020-21         | Brentford FC      | Championship    | 0          | 0          | 0     | 0     | 0      | 0      | 0      | 0      |
| 2021            | Akropolis IF      | Superettan      | 25         | 0          | 3     | 0     | 0      | 0      | 28     | 0      |
| 2022            | Hammarby IF       | Allsvenskan     | 1          | 0          | 0     | 0     | 0      | 0      | 1      | 0      |
| 2022            | → Hammarby TFF    | Ettan           | 26         | 7          | 0     | 0     | 0      | 0      | 26     | 7      |
| 2023            | Hammarby IF       | Allsvenskan     | 22         | 1          | 5     | 0     | 0      | 0      | 27     | 1      |
| 2024            | Hammarby IF       | Allsvenskan     | 25         | 0          | 3     | 0     | 2      | 0      | 30     | 0      |
| 2024-25         | KV Mechelen       | Eerste klasse A | 20         | 0          | 0     | 0     | 0      | 0      | 20     | 0      |
| 2025-26         | KV Mechelen       | Eerste klasse A | 4          | 0          | 0     | 0     | 0      | 0      | 4      | 0      |
| Carrière totaal | Carrière totaal   | Carrière totaal | 136        | 12         | 13    | 0     | 2      | 0      | 151    | 12     |

## Interlandcarrière
Hammar debuteerde in 2016 als Zweeds jeugdinternational.